# Głodek karyntyjski

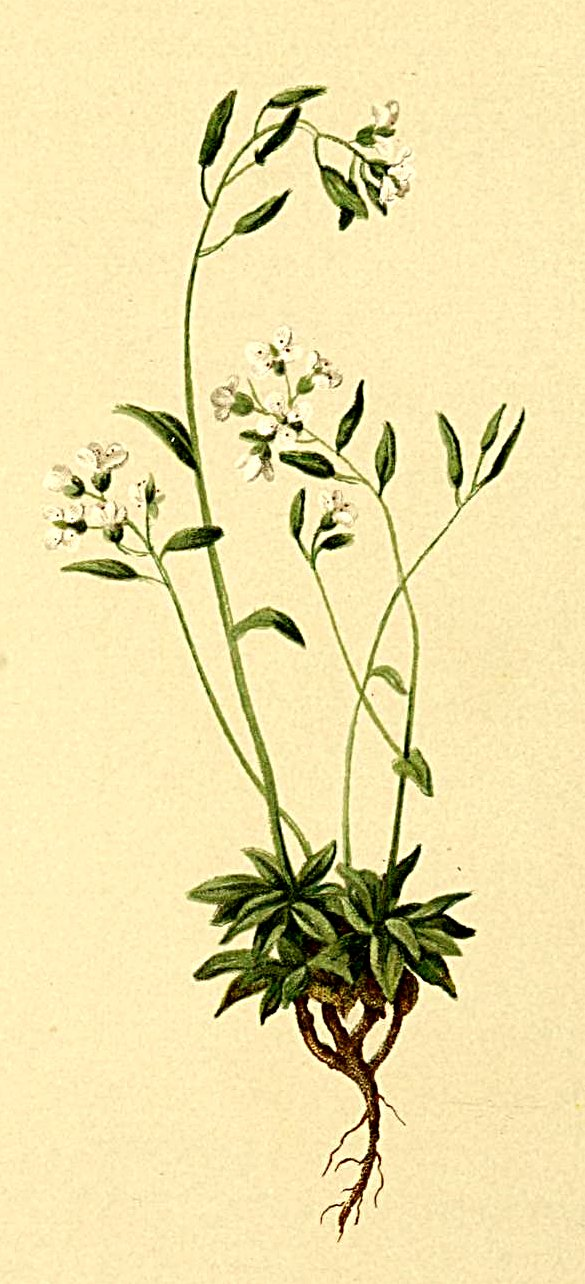
Morfologia

Głodek karyntyjski (Draba siliquosa M.Bieb.) – gatunek rośliny należący do rodziny kapustowatych.

## Rozmieszczenie geograficzne
Gatunek wysokogórski, występujący na około 10  izolowanych obszarach w górach Europy: Alpach, Pirenejach, Karpatach Zachodnich, górach Półwyspu Bałkańskiego oraz na Kaukazie, Górach Pontyjskich i w górach Armenii. W Polsce występuje wyłącznie w Tatrach Wysokich i znany jest tylko z jednego stanowiska. Występuje na wysokości około 1800 m n.p.m. na zachodniej Grani Żabiego. Liczniej natomiast występuje w słowackiej części Tatr. Przez polskie Tatry przebiega północna granica jego zasięgu

## Morfologia
PokrójNiewielka roślina darniowa z wielogłowym korzeniem. Osiąga wysokość 5-12 cm. Występuje pojedynczo, lub w niewielkich darniach.
ŁodygaWzniesiona, rzadko i słabo ulistniona (tylko 1-4 liście). Owłosiona gwiazdkowato tylko dołem.
LiścieWiększość liści zebrane w różyczkę liściową u nasady łodygi. Mają lancetowaty kształt i są ząbkowane lub całobrzegie, pokryte włoskami. Nasady liści mają rzadkie włoski proste, poza tym liście pokryte są gęsto włoskami gwiazdkowatymi.
KwiatyO białej barwie, zebrane po kilka w grono na szczycie łodygi. Mają 4 płatki korony. Szypułki kwiatowe i oś grona jest naga.
OwocPodługowata łuszczyna z brunatnymi, jajowatymi nasionami.

## Biologia i ekologia
Bylina, chamefit. W Tatrach występuje na trawiasto-skalnym gzymsie o południowej ekspozycji. Liczba chromosomów 2n = 2n = 16 Ga 4, 6.

## Zagrożenia
Gatunek umieszczony w Polskiej Czerwonej Księdze Roślin w kategorii CR (krytycznie zagrożony). Tę samą kategorię posiada na polskiej czerwonej liście. Jedyne w Polsce stanowisko tego gatunku znajduje się na obszarze Tatrzańskiego Parku Narodowego i na dokładkę w trudno dostępnym, skalistym terenie poza szlakami turystycznymi i w miejscu nieatrakcyjnym dla taterników. Dzięki temu zabezpieczone jest od zniszczenia przez ludzi. Zagrażają mu jednak naturalne warunki – znajduje się bowiem w korycie żlebu, a więc narażone jest na lawiny kamienne i śnieżne. Niewielka powierzchnia tego stanowiska i niewielka ilość osobników (w 2008 około 60) powoduje, że w polskich Tatrach jest to gatunek krytycznie zagrożony. Podobnie krytycznie zagrożony jest również w słowackich Tatrach.

## Synonimy
- Crucifera johannis E.H.L.Krause
- Draba carinthiaca Hoppe
- Draba glabrata (Koch) Simonk.
- Draba hoppei Trachsel
- Draba johannis Host
- Draba oederi Vill.
- Draba siliquosa subsp. carinthiaca (Hoppe) O.Bolòs & Vigo
- Draba siliquosa var. subglabra Rupr.
- Draba subglabra (Rupr.) Tolm.
- Draba trachseli Dalla Torre
- Draba traunsteineri Hoppe

(na podstawie The Plant List.